# Liste der Kulturdenkmale in Feuerbach

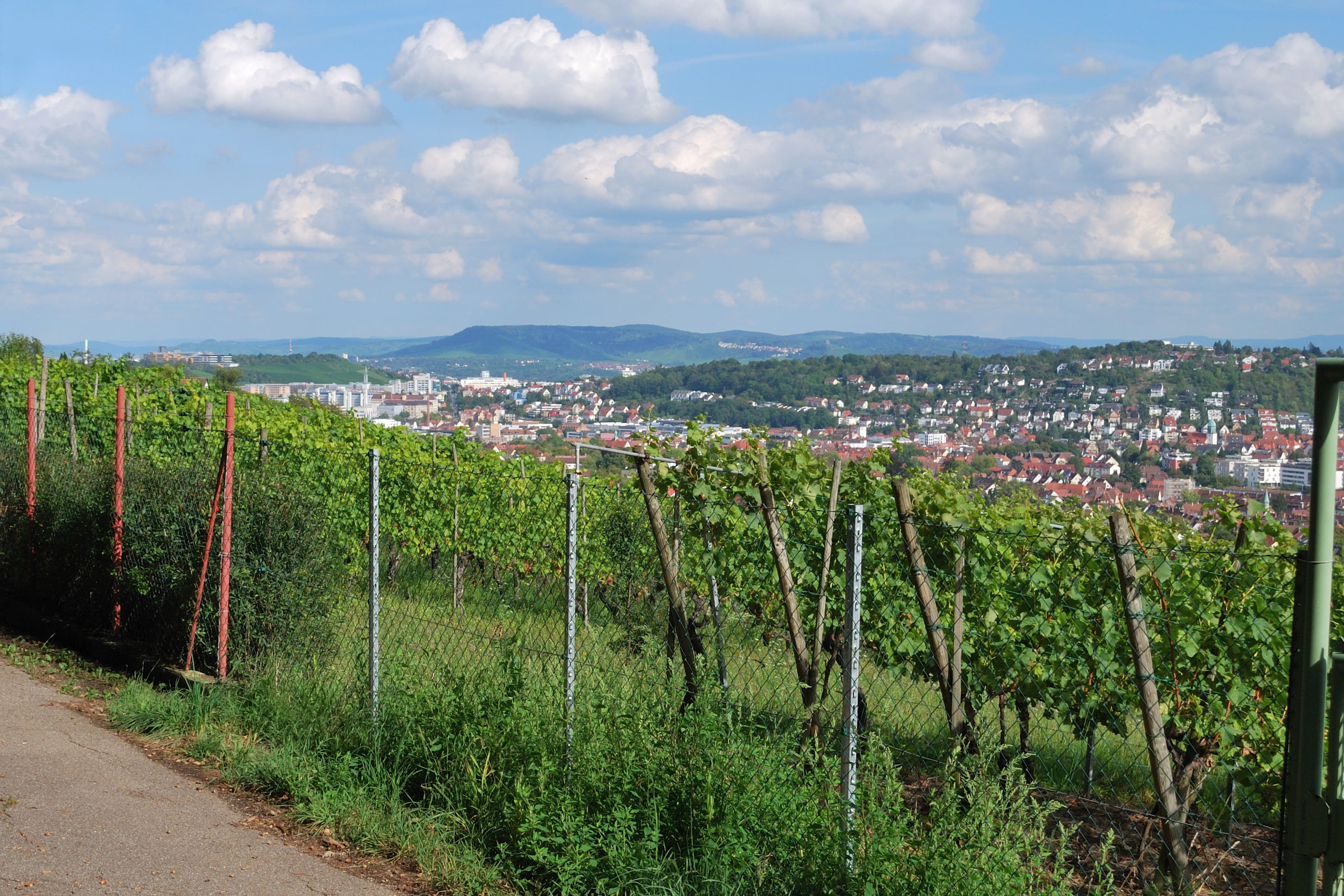
Blick auf Feuerbach

In der Liste der Kulturdenkmale in Feuerbach sind alle unbeweglichen Bau- und Kunstdenkmale in Feuerbach aufgelistet, die in der Liste der Kulturdenkmale, unbewegliche Bau- und Kunstdenkmale der Unteren Denkmalschutzbehörde für diesen Stadtbezirk Stuttgarts verzeichnet sind. Stand dieser Liste ist der 25. April 2008.
Diese Liste ist nicht rechtsverbindlich. Eine rechtsverbindliche Auskunft erteilt lediglich auf Anfrage die Untere Denkmalschutzbehörde der Stadt Stuttgart.

## Allgemein
- Bild: Zeigt ein ausgewähltes Bild aus Commons, „Weitere Bilder“ verweist auf die Bilder im Medienarchiv Wikimedia Commons.
- Bezeichnung: Nennt den Namen, die Bezeichnung oder die Art des Kulturdenkmals.
- Lage: Straßenname und Hausnummer oder Flurstücknummer des Kulturdenkmals, gegebenenfalls auch den Ortsteil. Die Grundsortierung der Liste erfolgt nach dieser Adresse. Der Link (Karte) führt zu verschiedenen Kartendiensten mit der Position des Kulturdenkmals. Fehlt dieser Link, wurden die Koordinaten noch nicht eingetragen. Sind diese bekannt, können sie über ein Tool mit einer Kartenansicht einfach nachgetragen werden. In dieser Kartenansicht sind Kulturdenkmale ohne Koordinaten mit einem roten bzw. orangen Marker dargestellt und können durch Verschieben auf die richtige Position in der Karte mit Koordinaten versehen werden. Kulturdenkmale ohne Bild sind an einem blauen bzw. roten Marker erkennbar.
- Datierung: Baubeginn, Fertigstellung, Datum der Erstnennung oder grobe zeitliche Einordnung entsprechend des Eintrags in der zuständigen Denkmaldatenbank (Landesamt für Denkmalpflege Baden-Württemberg).
- Beschreibung: Kurzcharakteristik des Kulturdenkmals.

## Kulturdenkmale im Stadtbezirk Feuerbach

### Feuerbach-Mitte
| Bild           | Bezeichnung                                                                                                | Lage | Datierung                                                  | Beschreibung | ID |
| -------------- | --- | --- | ---------------------------------------------------------- | --- | -- |
|                | Ehemaliges Handwerkerhaus                                                                                  | Brandgasse 14 (Karte)                                                                                                 | 1700–1750                                                  | Barock Geschützt nach § 2 DSchG |    |
|                | Ehemaliges Handwerkerhaus                                                                                  | Brandgasse 17 (Karte)                                                                                                 | 1700–1810                                                  | Barock Geschützt nach § 2 DSchG |    |
|                | Villa | Burgenlandstraße 114 (Karte)                                                                                          | 1925                                                       | Expressionismus, Architekt: Gustav Schwarz Geschützt nach § 2 DSchG |    |
|                | Villa | Burgenlandstraße 116 (Karte)                                                                                          | 1925                                                       | Expressionismus, Architekt: Gustav Schwarz Geschützt nach § 2 DSchG |    |
|                | Ehemaliger Friedhof (Sachgesamtheit)                                                                       | Burgenlandstraße, Linzer Straße, Stuttgarter Straße, Flurstück Nr. 4436, Gewann Kappelfeld (Karte)                    | 1619, 1898–1899, 1915, Architekt: Stadtbaumeister Holstein | Expressionismus, Architekt: Gustav Schwarz Geschützt nach § 2 DSchG |    |
|                | Mietshaus                                                                                                  | Dieterlestraße 29 (Karte)                                                                                             | 1909                                                       | Heimat- und Jugendstil, Architekt: Robert Gaukler Geschützt nach § 2 DSchG |    |
| Weitere Bilder | Doppelmietshaus                                                                                            | Dieterlestraße 31, Mühlwasen 14 (Karte)                                                                               | 1911                                                       | Neoklassizismus, Architekt: Carl Bengel Geschützt nach § 2 DSchG |    |
| Weitere Bilder | Gasthof zum Kreuz                                                                                          | Feuerbacher-Tal-Straße 1 (Karte)                                                                                      | 1925–1926                                                  | Neorenaissance, Expressionismus, Architekt: Carl Bengel Geschützt nach § 2 DSchG |    |
|                | Ehemaliges Schulhaus Bellevue                                                                              | Forsthausstraße 15 (Karte)                                                                                            | 1927                                                       | Neoklassizismus, Architekt: Stadtbaurat Holstein Geschützt nach § 2 DSchG |    |
|                | Mietshaus                                                                                                  | Grazer Straße 51 (Karte)                                                                                              | 1908                                                       | Neoklassizismus, Architekten: Gerlach und Mössner Geschützt nach § 2 DSchG |    |
|                | Mietshauskomplex mit ehemaligem Ladenlokal                                                                 | Grazer Straße 53, Kärntner Straße 45, 47 (Karte)                                                                      | 1911                                                       | Neoklassizismus, Architekt: Bauwerkmeister Gustav Schwarz Geschützt nach § 2 DSchG |    |
|                | Mietshaus mit Ladenlokal                                                                                   | Grazer Straße 54 (Karte)                                                                                              | 1909                                                       | Neoklassizismus, Architekt: Robert Gaukler Geschützt nach § 2 DSchG |    |
|                | Wohnhaus                                                                                                   | Hohewartstraße 24 (Karte)                                                                                             | 1889                                                       | Historismus, Architekt: vermutlich Geometer W. Pfaeffle Geschützt nach § 2 DSchG |    |
| Weitere Bilder | Festhalle mit Torbauten und Freiflächen (Sachgesamtheit)                                                   | Kärntner Straße 46, 48, 50 (Karte)                                                                                    | 1911–1912, 1980–1982                                       | Neoklassizismus, Jugendstil, Architekten: Paul Bonatz und Friedrich Eugen Scholer Geschützt nach § 2 DSchG                                                                                          |    |
|                | Mehrfamilienhaus                                                                                           | Kärntner Straße 54 (Karte)                                                                                            | 1913                                                       | Neoklassizismus, Architekt: Carl Bengel Geschützt nach § 2 DSchG |    |
|                | Geschäfts- und Wohnhaus                                                                                    | Klagenfurter Straße 33, Stuttgarter Straße 83 (Karte)                                                                 | 1925                                                       | Expressionismus, Architekt: Hans Roman Geschützt nach § 2 DSchG |    |
|                | Mietshaus mit Ladenlokal                                                                                   | Klagenfurter Straße 43 (Karte)                                                                                        | 1912                                                       | Neoklassizismus, Jugendstil, Architekt: Carl Bengel Geschützt nach § 2 DSchG |    |
|                | Mietshaus mit Ladenlokal                                                                                   | Klagenfurter Straße 50 (Karte)                                                                                        | 1909                                                       | Neoklassizismus, Jugendstil, Architekt: Carl Bengel Geschützt nach § 2 DSchG |    |
|                | Mehrfamilienhaus und Spolie im Garten                                                                      | Klagenfurter Straße 53 (Karte)                                                                                        | 1910                                                       | Neoklassizismus, Jugendstil, Architekt: Bauwerkmeister Gustav Schwarz Geschützt nach § 2 DSchG |    |
|                | Leibniz-Gymnasium                                                                                          | Klagenfurter Straße 75 (Karte)                                                                                        | 1911–1912                                                  | Neoklassizismus, Jugendstil, Architekten: Paul Bonatz und Friedrich Eugen Scholer Geschützt nach § 2 DSchG                                                                                          |    |
| Weitere Bilder | Hirschbrunnen (Brunnenkasten), hergestellt von der Eisengießerei Gotthilf Kuhn                             | Klagenfurter Straße (bei Nr. 31) (Karte)                                                                              | 1877                                                       | Historismus Geschützt nach § 2 DSchG |    |
|                | Geschäfts- und Wohnhaus                                                                                    | Leobener Straße 23 (Karte)                                                                                            | 1929                                                       | Neues Bauen, Internationaler Stil, Architekt: Bauwerkmeister Gustav Schwarz Geschützt nach § 2 DSchG                                                                                                |    |
|                | Ehemaliges Happoldstift / Schule                                                                           | Leobener Straße 35 (Karte)                                                                                            | 1887                                                       | Historismus, Architekt: Werkmeister Gerlach Geschützt nach § 2 DSchG |    |
|                | Mietshaus mit Ladenlokal                                                                                   | Linzer Straße 4 (Karte)                                                                                               | 1929                                                       | Expressionismus, Architekt: Carl Bengel Geschützt nach § 2 DSchG |    |
|                | Wohnhaus                                                                                                   | Linzer Straße 10 (Karte)                                                                                              | 1927                                                       | Expressionismus, Architekt: Carl Bengel Geschützt nach § 2 DSchG |    |
|                | Wohnhaus                                                                                                   | Linzer Straße 12 (Karte)                                                                                              | 1914                                                       | Neoklassizismus, Architekt: Carl Bengel Geschützt nach § 2 DSchG |    |
|                | Wohnhaus                                                                                                   | Linzer Straße 13 (Karte)                                                                                              | 1925                                                       | Expressionismus, Architekt: Bauwerkmeister Gustav Schwarz Geschützt nach § 2 DSchG |    |
| Weitere Bilder | Wohnhaus                                                                                                   | Linzer Straße 16 (Karte)                                                                                              | 1924                                                       | Expressionismus, Architekt: Carl Bengel Geschützt nach § 2 DSchG |    |
|                | Mehrfamilienhaus                                                                                           | Linzer Straße 50 (Karte)                                                                                              | 1911                                                       | Neoklassizismus, Jugendstil, Neobarock, Architekt: Carl Bengel Geschützt nach § 2 DSchG |    |
|                | Mietshäuser (Sachgesamtheit)                                                                               | Linzer Straße 51 Teil der Sachgesamtheit Linzer Straße 51–55, Steiermärker Straße 91 und Wachaustraße 2 (Karte)       | 1912–1914                                                  | Neoklassizismus, Jugendstil, Neobarock, Architekt: Carl Bengel Geschützt nach § 2 DSchG |    |
|                | Mietshäuser (Sachgesamtheit)                                                                               | Linzer Straße 53 Teil der Sachgesamtheit Linzer Straße 51–55, Steiermärker Straße 91 und Wachaustraße 2 (Karte)       | 1912–1914                                                  | Neoklassizismus, Jugendstil, Neobarock, Architekt: Carl Bengel Geschützt nach § 2 DSchG |    |
| Weitere Bilder | Mietshäuser (Sachgesamtheit)                                                                               | Linzer Straße 55 Teil der Sachgesamtheit Linzer Straße 51–55, Steiermärker Straße 91 und Wachaustraße 2 (Karte)       | 1912–1914                                                  | Neoklassizismus, Jugendstil, Neobarock, Architekt: Carl Bengel Geschützt nach § 2 DSchG |    |
|                | Mietshaus mit ehemaligem Ladenlokal                                                                        | Linzer Straße 56 (Karte)                                                                                              | 1912                                                       | Neoklassizismus, Jugendstil, Neobarock, Architekt: Bauwerkmeister Gustav Schwarz Geschützt nach § 2 DSchG                                                                                           |    |
| Weitere Bilder | Kelter | Rudolf-Gehring-Platz 5 (Karte)                                                                                        | 1789, 1946                                                 | Barock Geschützt nach § 2 DSchG |    |
|                | Mietshaus mit ehemaligem Ladenlokal                                                                        | Sankt-Pöltener-Straße 52 (Karte)                                                                                      | 1911                                                       | Neoklassizismus, Jugendstil, Architekt: Robert Gaukler Geschützt nach § 2 DSchG |    |
|                | Ehemaliges Pfarrhaus der Lutherkirche                                                                      | Sankt-Pöltener-Straße 65 (Karte)                                                                                      | 1924–1925                                                  | Stuttgarter Schule 1920–1945, Expressionismus, Architekt: Adolf Schwarz-Häußemann Geschützt nach § 2 DSchG                                                                                          |    |
|                | Schulhaus, ursprünglich Bindhaus und Fruchtkasten der Universitätspflege Tübingen                          | Sartoriusstraße 3 (Karte)                                                                                             | 1400–1600, 1840–1841                                       | Klassizismus Geschützt nach § 2 DSchG |    |
| Weitere Bilder | Treppenaufgang mit Pavillon                                                                                | Scharfenschloßstraße, Stuttgarter Straße, Staufeneckstraße (Karte)                                                    | 1910–1915                                                  | Jugendstil Geschützt nach § 2 DSchG |    |
|                | Mietshäuser (Sachgesamtheit)                                                                               | Steiermärker Straße 91 Teil der Sachgesamtheit Linzer Straße 51–55, Steiermärker Straße 91 und Wachaustraße 2 (Karte) | 1912–1914                                                  | Neoklassizismus, Jugendstil, Neobarock, Architekt: Carl Bengel Geschützt nach § 2 DSchG | BW |
|                | Mehrfamilienhaus                                                                                           | Steiermärker Straße 99 (Karte)                                                                                        | 1913                                                       | Neoklassizismus, Architekt: Fritz Bort Geschützt nach § 2 DSchG |    |
|                | Wohnhaus mit Apotheke (sogenannte Alte Apotheke)                                                           | Stuttgarter Straße 51 (Karte)                                                                                         | 1884–1885                                                  | Historismus (Stilvorbild: deutsche Renaissance), Architekt: Johann Wendelin Braunwald Teil der Sachgesamtheit „Alte Apotheke mit ehemaligem Scheunen- oder Remisengebäude“ Geschützt nach § 2 DSchG |    |
|                | Ehemaliges Scheunen- oder Remisengebäude                                                                   | Stuttgarter Straße 51/1 (Karte)                                                                                       | 1884–1885                                                  | Historismus (Stilvorbild: deutsche Renaissance), Architekt: Johann Wendelin Braunwald Teil der Sachgesamtheit „Alte Apotheke mit ehemaligem Scheunen- oder Remisengebäude“ Geschützt nach § 2 DSchG |    |
|                | Mietshäuser (Sachgesamtheit)                                                                               | Wachaustraße 2 Teil der Sachgesamtheit Linzer Straße 51–55, Steiermärker Straße 91 und Wachaustraße 2 (Karte)         | 1912–1914                                                  | Neoklassizismus, Jugendstil, Neobarock, Architekt: Carl Bengel Geschützt nach § 2 DSchG |    |
|                | Ehemaliges Wohnstallhaus                                                                                   | Walterstraße 10 (Karte)                                                                                               | 1700–1800                                                  | Barock Geschützt nach § 2 DSchG |    |
| Weitere Bilder | Ehemalige Zehntscheune der Universität Tübingen                                                            | Walterstraße 10 A (Karte)                                                                                             | 1443                                                       | Gotik Geschützt nach § 2 DSchG |    |
| Weitere Bilder | Ehemalige Pfarr- bzw. Stadtkirche St. Mauritius bzw. Moritz (mit Turm) samt Hof und Mauer (Sachgesamtheit) | Walterstraße 11 (Karte)                                                                                               | 1400–1800, 1789–1790, 1934                                 | Gotik Geschützt nach § 2 DSchG |    |
| Weitere Bilder | Evangelisches Pfarrhaus                                                                                    | Walterstraße 16 (Karte)                                                                                               | 1756                                                       | Barock Geschützt nach § 2 DSchG |    |
|                | Ehemaliges städtisches Heimatmuseum mit vier Grabsteinen                                                   | Wiener Straße 157 (Karte)                                                                                             | 1924–1925                                                  | Expressionismus, Architekt: Stadtbaurat Holstein Geschützt nach § 2 DSchG |    |
|                | Büro- und Wohngebäude                                                                                      | Wiener Straße 69 A, 69 B (Karte)                                                                                      | 1913–1914                                                  | Neoklassizismus, Architekten: Ernst Suter und Ernst Liedecke Geschützt nach § 2 DSchG |    |
| Weitere Bilder | Mietshaus                                                                                                  | Wiener Straße 70 (Karte)                                                                                              | 1908                                                       | Neorenaissance, Neobarock, Jugendstil, Architekt: Robert Gaukler Geschützt nach § 2 DSchG |    |
|                | Mietshaus mit Ladenlokalen                                                                                 | Wiener Straße 72 (Karte)                                                                                              | 1906–1907                                                  | Neorenaissance, Neobarock, Jugendstil, Architekt: Fritz Bort Geschützt nach § 2 DSchG |    |
|                | Bismarck-Schule                                                                                            | Wiener Straße 76 (Karte)                                                                                              | 1904–1906                                                  | Historismus (Stilvorbild: deutsche Renaissance), Architekt: Ortsbaumeister Karl Kress Geschützt nach § 2 DSchG                                                                                      |    |
|                | Mietshaus mit Gaststätte                                                                                   | Wiener Straße 79 (Karte)                                                                                              | 1906                                                       | Neorenaissance, Neobarock, Jugendstil, Architekt: Fritz Bort Geschützt nach § 2 DSchG |    |
|                | Wohnhaus                                                                                                   | Wiener Straße 93 (Karte)                                                                                              | 1912                                                       | Neoklassizismus, Architekt: Fritz Bort Geschützt nach § 2 DSchG |    |
|                | Gaststätte Schillerhaus                                                                                    | Wilhelm-Geiger-Platz 6 (Karte)                                                                                        | 1899                                                       | Historismus, Jugendstil Geschützt nach § 2 DSchG |    |
| Weitere Bilder | Rathaus jetzt Bezirksrathaus mit Biberbrunnen (Sachgesamtheit)                                             | Wilhelm-Geiger-Platz 10 (Karte)                                                                                       | 1907–1909                                                  | Neorenaissance, Neobarock, Architekten: Ludwig Eisenlohr und Carl Weigle Geschützt nach § 2 DSchG                                                                                                   |    |
|                | Biberbrunnen                                                                                               | Wilhelm-Geiger-Platz 10 (Karte)                                                                                       | 1907–1909                                                  | Neorenaissance, Neobarock, Architekten: Ludwig Eisenlohr und Carl Weigle Teil der Sachgesamtheit „Bezirksrathaus mit Biberbrunnen“ Geschützt nach § 2 DSchG                                         |    |

### Feuerbach-Ost
| Bild | Bezeichnung                                                                                     | Lage                            | Datierung                             | Beschreibung | ID |
| ---- | ----------------------------------------------------------------------------------------------- | ------------------------------- | ------------------------------------- | --- | -- |
|      | Personenbahnhof mit Fußgängerunterführung und Brüstungsmauer zur Siemensstraße (Sachgesamtheit) | Bahnhof (Feu) 1 (Karte)         | 1908–1909                             | Historismus, Neobarock, Architekten: Georg Friedrich Bihl und Alfred Woltz Geschützt nach § 2 DSchG | BW |
|      | Ehemalige Fabrikantenvilla der Gebrüder Oehler                                                  | Dieselstraße 1 (Karte)          | 1891                                  | Historismus, Neorenaissance, Architekten: Werkmeister Steuer und Hämmerle Geschützt nach § 2 DSchG |    |
|      | Villa mit Wintergarten                                                                          | Krailenshaldenstraße 29 (Karte) | 1905, 1914–1915                       | Neoklassizismus, Jugendstil, Architekten: Julius Dempf (1905), P. und K. Schäfer (1914–1915) Geschützt nach § 2 DSchG |    |
|      | Briefordnerfabrik Louis Leitz (Sachgesamtheit)                                                  | Sieglestraße 2/6 (Karte)        | 1897–1898, 1904, 1910–1936, 1962–1969 | Neoklassizismus, Neues Bauen nach 1945, Architekten: Gottlob Schäufelin, L. Storz, Philipp Jakob Manz, Gustav Schwarz, Georg Heinrichs und Hans Christian Müller Gebäudeteile aus verschiedenen Epochen Geschützt nach § 2 DSchG |    |
|      | Lagerhalle mit Büro- und Wohngebäude, „Rheinstahlhalle“ (Sachgesamtheit)                        | Siemensstraße 11, 13 (Karte)    | 1923, 1953, 1998–2002                 | Expressionismus, Neues Bauen, Architekt: Emil Fahrenkamp (Düsseldorf), Carl Bengel, Oskar Schwarz Geschützt nach § 2 DSchG |    |
|      | Mehrfamilienhaus                                                                                | Siemensstraße 47 (Karte)        | 1899                                  | Architekt: Werkmeister Ludwig Fahrion jun. Geschützt nach § 2 DSchG |    |
|      | Villa Zimmermann                                                                                | Siemensstraße 180 (Karte)       | 1925                                  | Antikisierender Expressionismus, Architekt: M. Kerber (unter Mitwirkung des Bauherrn) Geschützt nach § 2 DSchG |    |

### Bahnhof Feuerbach
| Bild           | Bezeichnung                                                                          | Lage                                              | Datierung | Beschreibung | ID |
| -------------- | ------------------------------------------------------------------------------------ | ------------------------------------------------- | --------- | --- | -- |
|                | Personenbahnhof (Teil der Sachgesamtheit)                                            | Bahnhof (Feu) 1 (Karte)                           | 1908–1909 | Historismus, Neobarock, Architekten: Georg Friedrich Bihl und Alfred Woltz Geschützt nach § 2 DSchG                             |    |
|                | Büro- und Lagerhaus                                                                  | Bludenzer Straße 37 (Karte)                       | 1912–1925 | Expressionismus, Architekten: C. F. Scheu (1. Bauabschnitt), Adolf Schwarz-Häußemann (2. Bauabschnitt) Geschützt nach § 2 DSchG |    |
|                | Ehemaliges Bürohaus                                                                  | Bregenzer Straße 18 (Karte)                       | 1929      | Expressionismus, Neues Bauen, Architekt: Adolf Schwarz-Häußemann Geschützt nach § 2 DSchG                                       |    |
| Weitere Bilder | Feuerwache und Gesundheitsamt (Sachgesamtheit)                                       | Bregenzer Straße 45, 47, Wiener Straße 52 (Karte) | 1928–1931 | Expressionismus, Neues Bauen, Architekt: Stadtbaurat Holstein Geschützt nach § 2 DSchG                                          |    |
| Weitere Bilder | Villa                                                                                | Gernotstraße 6 (Karte)                            | 1906      | „additiver“ Historismus Geschützt nach § 2 DSchG                                                                                |    |
|                | Högenbrünnele mit Böschungsmauer und Treppe (Sachgesamtheit)                         | Gernotstraße, Rüdigerstraße (Karte)               | 1913      | Jugendstil Geschützt nach § 2 DSchG                                                                                             |    |
| Weitere Bilder | Mietshaus mit Gaststätte                                                             | Kremser Straße 6 (Karte)                          | 1911      | Neoklassizismus, Architekt: Bauwerkmeister Gustav Schwarz Geschützt nach § 2 DSchG                                              |    |
|                | Kantinen- und Bürogebäude sowie Maschinenhaus der Lederfabrik Roser (Sachgesamtheit) | Stuttgarter Straße 15, 21 (Karte)                 | 1922      | Expressionismus, Neue Sachlichkeit, Architekten: Paul Bonatz und Friedrich Eugen Scholer Geschützt nach § 2 DSchG               |    |
|                | Mietshaus mit Gaststätte                                                             | Tunnelstraße 12 (Karte)                           | 1906      | „additiver“ Historismus, Architekt: F. Bort Geschützt nach § 2 DSchG                                                            |    |
| Weitere Bilder | Ehemaliger Gartensaal bzw. Sommergaststätte der Brauerei zum Felsenkeller            | Tunnelstraße 16 (Karte)                           | 1880      | Historismus, Neorenaissance, Schweizerhausstil, Architekt: Wilhelm Mack Geschützt nach § 2 DSchG                                |    |
|                | Zweifamilienhaus                                                                     | Tunnelstraße 20 (Karte)                           | 1901      | Neorenaissance, Schweizerhausstil, Jugendstil, Architekten: Gerlach und Mössner Geschützt nach § 2 DSchG                        |    |
|                | Luftschutzbunker                                                                     | Wiener Platz (Karte)                              | 1939–1940 | Architektur der NS-Zeit, Winkelturm, Bauunternehmung Wayss & Freytag Geschützt nach § 2 DSchG                                   |    |
| Weitere Bilder | Mietshaus mit Gaststätte                                                             | Wiener Straße 2 (Karte)                           | 1904–1905 | Neorenaissance, Neobarock, Jugendstil, Architekten: Gerlach und Mössner Geschützt nach § 2 DSchG                                |    |
|                | Mietshaus                                                                            | Wiener Straße 8 (Karte)                           | 1913      | Jugendstil, Neobarock, Architekt: Robert Gaukler Geschützt nach § 2 DSchG                                                       |    |
|                | Miets- und Geschäftshaus                                                             | Wiener Straße 20 (Karte)                          | 1911      | Neoklassizismus, Jugendstil, Neobarock, Architekt: Bauwerkmeister Gustav Schwarz Geschützt nach § 2 DSchG                       |    |
|                | Kaufmännische Berufs- und Wirtschaftsschule und Hallenbad (Sachgesamtheit)           | Wiener Straße 51, 53 (Karte)                      | 1959–1964 | Internationaler Stil ab 1950, Architekt: Manfred Lehmbruck, Kunst am Bau von HAP Grieshaber Geschützt nach § 2 DSchG            |    |
|                | Gesundheitsamt                                                                       | Wiener Straße 52 (Karte)                          | 1928–1931 | Expressionismus, Neues Bauen, Architekt: Stadtbaurat Holstein Geschützt nach § 2 DSchG                                          |    |

### Feuerbacher Tal
| Bild           | Bezeichnung                               | Lage | Datierung | Beschreibung                                                                       | ID |
| -------------- | ----------------------------------------- | --- | --------- | ---------------------------------------------------------------------------------- | -- |
|                | Doppelmietshaus                           | Feuerbacher Weg 208, 208A (Karte)                                                                         | 1902–1903 | „additiver“ Historismus, Architekt: Bauführer F. Bort Geschützt nach § 2 DSchG     |    |
| Weitere Bilder | Doppelmietshaus mit ehemaligem Ladenlokal | Lauterburgstraße 12, Schenkensteinstraße 40 (Karte)                                                       | 1912      | Neoklassizismus, Architekt: Bauwerkmeister Gustav Schwarz Geschützt nach § 2 DSchG |    |
|                | Grenzsteine in Feuerbach                  | Provisorische Adresse: Steinstraße, Tauschwald                                                            | 1749      | Geschützt nach § 2 DSchG                                                           |    |
|                | Grenzsteine in Feuerbach                  | Provisorische Adresse: an der Steinstraße                                                                 |           | Geschützt nach § 2 DSchG                                                           |    |
|                | Grenzsteine in Feuerbach                  | Provisorische Adresse: an der Steinstraße                                                                 |           | Geschützt nach § 2 DSchG                                                           |    |
|                | Grenzsteine in Feuerbach                  | Provisorische Adresse: an der Steinstraße                                                                 |           | Geschützt nach § 2 DSchG                                                           |    |
|                | Grenzsteine in Feuerbach                  | Provisorische Adresse: an der Steinstraße                                                                 |           | Geschützt nach § 2 DSchG                                                           |    |
|                | Grenzsteine in Feuerbach                  | Provisorische Adresse: im Wald am Heukopf, zwischen dem Heukopfweg und Sulzhäuslesweg                     |           | Geschützt nach § 2 DSchG                                                           |    |
|                | Grenzsteine in Feuerbach                  | Provisorische Adresse: Gerhard-Winkler-Weg                                                                |           | Geschützt nach § 2 DSchG                                                           |    |
|                | Grenzsteine in Feuerbach                  | Provisorische Adresse: Gerhard-Winkler-Weg                                                                |           | Geschützt nach § 2 DSchG                                                           |    |
|                | Grenzsteine in Feuerbach                  | Provisorische Adresse: Gerhard-Winkler-Wegg                                                               |           | Geschützt nach § 2 DSchG                                                           |    |
|                | Grenzsteine in Feuerbach                  | Provisorische Adresse: Gerhard-Winkler-Weg                                                                |           | Geschützt nach § 2 DSchG                                                           |    |
|                | Grenzsteine in Feuerbach                  | Provisorische Adresse: Gerhard-Winkler-Weg                                                                |           | Geschützt nach § 2 DSchG                                                           |    |
|                | Grenzsteine in Feuerbach                  | Provisorische Adresse: Gerhard-Winkler-Weg                                                                |           | Geschützt nach § 2 DSchG                                                           |    |
|                | Grenzsteine in Feuerbach                  | Provisorische Adresse: Gerhard-Winkler-Weg                                                                |           | Geschützt nach § 2 DSchG                                                           |    |
|                | Grenzsteine in Feuerbach                  | Provisorische Adresse: Gerhard-Winkler-Weg                                                                |           | Geschützt nach § 2 DSchG                                                           |    |
|                | Grenzsteine in Feuerbach                  | Provisorische Adresse: Knaupentalweg                                                                      |           | Geschützt nach § 2 DSchG                                                           |    |
|                | Grenzsteine in Feuerbach                  | Provisorische Adresse: Knaupentalweg                                                                      |           | Geschützt nach § 2 DSchG                                                           |    |
|                | Grenzsteine in Feuerbach                  | Provisorische Adresse: Knaupentalweg                                                                      |           | Geschützt nach § 2 DSchG                                                           |    |
|                | Grenzsteine in Feuerbach                  | Provisorische Adresse: Knaupentalweg                                                                      |           | Geschützt nach § 2 DSchG                                                           |    |
|                | Grenzsteine in Feuerbach                  | Provisorische Adresse: Knaupentalweg                                                                      |           | Geschützt nach § 2 DSchG                                                           |    |
|                | Grenzsteine in Feuerbach                  | Provisorische Adresse: Knaupental (im Bachbett)                                                           |           | Geschützt nach § 2 DSchG                                                           |    |
|                | Grenzsteine in Feuerbach                  | Provisorische Adresse: Knaupental (im Bachbett)                                                           |           | Geschützt nach § 2 DSchG                                                           |    |
|                | Grenzsteine in Feuerbach                  | Provisorische Adresse: Tauschwald, im Wald, an der Verlängerung zwischen Schützenhausweg und Steinsträßle |           | Geschützt nach § 2 DSchG                                                           |    |

### Siegelberg
| Bild           | Bezeichnung                                                                                    | Lage                     | Datierung | Beschreibung             | ID |
| -------------- | ---------------------------------------------------------------------------------------------- | ------------------------ | --------- | ------------------------ | -- |
| Weitere Bilder | Stellwerk                                                                                      | Bahnhof (Feu) 11 (Karte) |           | Geschützt nach § 2 DSchG |    |
|                | Ehemaliger Gemeindegrenzstein (heute Gemarkungsgrenzstein) zwischen Zuffenhausen und Feuerbach | Ohne Adresse             |           | Geschützt nach § 2 DSchG |    |
|                | Ehemaliger Gemeindegrenzstein (heute Gemarkungsgrenzstein) zwischen Zuffenhausen und Feuerbach | Ohne Adresse             |           | Geschützt nach § 2 DSchG |    |
|                | Ehemaliger Gemeindegrenzstein (heute Gemarkungsgrenzstein) zwischen Zuffenhausen und Feuerbach | Ohne Adresse             | 1757      | Geschützt nach § 2 DSchG |    |
|                | Ehemaliger Gemeindegrenzstein (heute Gemarkungsgrenzstein) zwischen Zuffenhausen und Feuerbach | Ohne Adresse             |           | Geschützt nach § 2 DSchG |    |

### An der Burg
| Bild | Bezeichnung | Lage                                                          | Datierung | Beschreibung                              | ID |
| ---- | ----------- | ------------------------------------------------------------- | --------- | ----------------------------------------- | -- |
|      | Ruhbank     | Feuerbacher Weg, Spitzwegstraße, Flurstück Nr. 1577/4 (Karte) | 1500–1850 | Sogenannte Gruhe Geschützt nach § 2 DSchG |    |

### Lemberg/Föhrich
| Bild           | Bezeichnung | Lage                                                     | Datierung | Beschreibung                                                                                     | ID |
| -------------- | --- | -------------------------------------------------------- | --------- | ------------------------------------------------------------------------------------------------ | -- |
|                | Mietshauskomplex mit Hochhaus (Sachgesamtheit)                                                                             | Föhrichstraße 26, 28, 30, Stuttgarter Straße 169 (Karte) | 1928      | Expressionismus, Neues Bauen, Architekt: Stadtbaurat Holstein Geschützt nach § 2 DSchG           |    |
|                | Mietshaus (Teil der Sachgesamtheit Mietshauskomplex mit Hochhaus)                                                          | Föhrichstraße 26 (Karte)                                 | 1928      | Expressionismus, Neues Bauen, Architekt: Stadtbaurat Holstein Geschützt nach § 2 DSchG           |    |
|                | Mietshaus (Teil der SG Mietshauskomplex mit Hochhaus)                                                                      | Föhrichstraße 28 (Karte)                                 | 1928      | Expressionismus, Neues Bauen, Architekt: Stadtbaurat Holstein Geschützt nach § 2 DSchG           |    |
|                | Mietshaus (Teil der Sachgesamtheit Mietshauskomplex mit Hochhaus)                                                          | Föhrichstraße 30 (Karte)                                 | 1928      | Expressionismus, Neues Bauen, Architekt: Stadtbaurat Holstein Geschützt nach § 2 DSchG           |    |
|                | Villa | Linzer Straße 57 (Karte)                                 | 1913      | Neoklassizismus, Jugendstil, Neobarock, Architekt: Carl Bengel Geschützt nach § 2 DSchG          |    |
|                | Mehrfamilienhaus | Linzer Straße 61 (Karte)                                 | 1913–1914 | Neoklassizismus, Jugendstil, Neobarock, Architekt: Leonhard Bürger Geschützt nach § 2 DSchG      |    |
|                | Villa mit Garage (Sachgesamtheit)                                                                                          | Linzer Straße 69 (Karte)                                 | 1923      | Expressionismus, Architekt: Leonhard Bürger Geschützt nach § 2 DSchG                             |    |
| Weitere Bilder | Villa | Neufferstraße 29 (Karte)                                 | 1922      | Expressionismus, Architekten: Leonhard Bürger und Hans Roman Geschützt nach § 2 DSchG            |    |
|                | Mietshaus mit Gaststätte, „Eberhard-Bau“                                                                                   | Steiermärker Straße 90 (Karte)                           | 1913      | „additiver“ Historismus, Architekt: Carl Bengel Geschützt nach § 2 DSchG                         |    |
| Weitere Bilder | Hochhaus (Teil der Sachgesamtheit Mietshauskomplex mit Hochhaus)                                                           | Stuttgarter Straße 169 (Karte)                           | 1928      | Expressionismus, Neues Bauen, Architekt: Stadtbaurat Holstein Geschützt nach § 2 DSchG           |    |
|                | Gemarkungsgrenzstein zwischen Feuerbach und Weilimdorf                                                                     | Ohne Adresse                                             |           | Geschützt nach § 2 DSchG                                                                         |    |
|                | Ehemaliger Gemeindegrenzstein zwischen Feuerbach und Korntal, heute Gemarkungsgrenzstein zwischen Feuerbach und Weilimdorf | Ohne Adresse                                             | 1761      | Geschützt nach § 2 DSchG                                                                         |    |
|                | Ehemaliger Gemeindegrenzstein zwischen Feuerbach und Korntal, heute Gemarkungsgrenzstein zwischen Feuerbach und Weilimdorf | Ohne Adresse                                             |           | Geschützt nach § 2 DSchG                                                                         |    |
|                | Ehemaliger Gemeindegrenzstein zwischen Feuerbach und Korntal, heute Gemarkungsgrenzstein zwischen Feuerbach und Weilimdorf | Ohne Adresse                                             | 1761      | Geschützt nach § 2 DSchG                                                                         |    |
|                | Ehemaliger Gemeindegrenzstein zwischen Feuerbach und Korntal, heute Gemarkungsgrenzstein zwischen Feuerbach und Weilimdorf | Ohne Adresse                                             |           | Geschützt nach § 2 DSchG                                                                         |    |
|                | Ehemaliger Gemeindegrenzstein zwischen Feuerbach und Korntal, heute Gemarkungsgrenzstein zwischen Feuerbach und Weilimdorf | Ohne Adresse                                             |           | Geschützt nach § 2 DSchG                                                                         |    |
|                | Ehemaliger Gemeindegrenzstein zwischen Feuerbach und Korntal, heute Gemarkungsgrenzstein zwischen Feuerbach und Weilimdorf | Ohne Adresse                                             |           | Dreimärker (Münchinger-Stammheimer Großlemberg und Feuerbacher Lemberg) Geschützt nach § 2 DSchG |    |
|                | Ehemaliger Gemeindegrenzstein (heute Gemarkungsgrenzstein) zwischen Zuffenhausen und Feuerbach                             | Ohne Adresse                                             | 1500–1588 | Geschützt nach § 2 DSchG                                                                         |    |
|                | Grenzstein in Feuerbach | Provisorische Adresse: im Wald am Hornsträßle            |           | Geschützt nach § 2 DSchG                                                                         |    |
|                | Grenzstein in Feuerbach | Provisorische Adresse: im Wald parallel zum Hornsträßle  |           | Geschützt nach § 2 DSchG                                                                         |    |
|                | Grenzstein in Feuerbach | Provisorische Adresse: Gebiet Lemberg, im Wald           |           | Geschützt nach § 2 DSchG                                                                         |    |
|                | Grenzstein in Feuerbach | Provisorische Adresse: Gebiet Lemberg, im Wald           |           | Geschützt nach § 2 DSchG                                                                         |    |
|                | Grenzstein in Feuerbach | Provisorische Adresse: Gebiet Lemberg, im Wald           |           | Geschützt nach § 2 DSchG                                                                         |    |
|                | Grenzstein in Feuerbach | Provisorische Adresse: Gebiet Lemberg, im Wald           |           | Geschützt nach § 2 DSchG                                                                         |    |
|                | Grenzstein in Feuerbach | Provisorische Adresse: Gebiet Lemberg, im Wald           |           | Geschützt nach § 2 DSchG                                                                         |    |
|                | Grenzstein in Feuerbach | Provisorische Adresse: Gebiet Lemberg, im Wald           |           | Geschützt nach § 2 DSchG                                                                         |    |
|                | Grenzstein in Feuerbach | Provisorische Adresse: Gebiet Lemberg, im Wald           |           | Geschützt nach § 2 DSchG                                                                         |    |
|                | Grenzstein in Feuerbach | Provisorische Adresse: Gebiet Lemberg, im Wald           |           | Geschützt nach § 2 DSchG                                                                         |    |
|                | Grenzstein in Feuerbach | Provisorische Adresse: Gebiet Lemberg, im Wald           |           | Geschützt nach § 2 DSchG                                                                         |    |
|                | Grenzstein in Feuerbach | Provisorische Adresse: Gebiet Lemberg, im Wald           |           | Geschützt nach § 2 DSchG                                                                         |    |
|                | Grenzstein in Feuerbach | Provisorische Adresse: Gebiet Lemberg, im Wald           |           | Geschützt nach § 2 DSchG                                                                         |    |
|                | Grenzstein in Feuerbach | Provisorische Adresse: Gebiet Lemberg, im Wald           |           | Geschützt nach § 2 DSchG                                                                         |    |
|                | Grenzstein in Feuerbach | Provisorische Adresse: Gebiet Lemberg, im Wald           |           | Geschützt nach § 2 DSchG                                                                         |    |
|                | Grenzstein in Feuerbach | Provisorische Adresse: Gebiet Lemberg, im Wald           |           | Geschützt nach § 2 DSchG                                                                         |    |
|                | Grenzstein in Feuerbach | Provisorische Adresse: Gebiet Lemberg, im Wald           |           | Geschützt nach § 2 DSchG                                                                         |    |
|                | Grenzstein in Feuerbach | Provisorische Adresse: Gebiet Lemberg, im Wald           |           | Geschützt nach § 2 DSchG                                                                         |    |
|                | Grenzstein in Feuerbach | Provisorische Adresse: Gebiet Lemberg, im Wald           |           | Geschützt nach § 2 DSchG                                                                         |    |

### Hohe Warte
| Bild | Bezeichnung | Lage                                      | Datierung | Beschreibung                              | ID |
| ---- | ----------- | ----------------------------------------- | --------- | ----------------------------------------- | -- |
|      | Ruhbank     | Hohewartstraße, Ecke Einsiedelweg (Karte) | 1500–1850 | Sogenannte Gruhe Geschützt nach § 2 DSchG |    |

### Abgegangene Kulturdenkmale
| Bild | Bezeichnung          | Lage                      | Datierung | Beschreibung                                                                                              | ID |
| ---- | -------------------- | ------------------------- | --------- | --- | -- |
|      | Wartehalle mit Kiosk | Kremser Straße 16 (Karte) | 1953      | Internationaler Stil ab 1950, organisches Bauen, Architekt: Hochbauamt Stuttgart Geschützt nach § 2 DSchG | BW |